# Cécile de Brunhoff
Cécile de Brunhoff (ur. 16 października 1903 w Paryżu, zm. 7 kwietnia 2003 tamże) – francuska pianistka, wykładowczyni akademicka, pomysłodawczyni Babara – bohatera książek napisanych przez jej męża, Jeana de Brunhoffa.

## Życiorys
Urodziła się 16 października 1903 roku w Paryżu jako Cécile de Sabouraud. Studiowała w École normale de musique de Paris w klasie fortepianu u Alfreda Cortota, następnie sama wykładała na macierzystej uczelni. W 1923 roku wyszła za mąż za Jeana de Brunhoffa.
W 1930 roku wymyśliła historię o osieroconym słoniu zwanym Bébé jako bajkę dla chorego syna Matheu, po czym opowiedziała ją jemu i drugiemu synowi, Laurentowi. Na drugi dzień chłopcy opowiedzieli historię ojcu, który ją spisał, zilustrował i poszerzył o detale, zmieniając jednocześnie imię bohatera na „Babar”. Choć jej imię pojawiło się na okładce pierwszej wersji książki, gdzie autorzy zostali podani jako „Jean i Cécile de Brunhoff”, Cécile poprosiła o usunięcie tej informacji w druku, ponieważ wydawało jej się, że jej rola przy powstaniu była zbyt mała. Mathieu stwierdził, że wynikało to z wrodzonej skromności matki. Po śmierci Jeana historie o Babarze publikował syn Laurent. W mediach Cécile de Brunhoff opisywana jest jako twórczyni Babara lub jego pomysłodawczyni.
Zmarła 7 kwietnia 2003 roku w Paryżu.  